# Cape Range
Cape Range är ett berg i Kanada.   Det ligger i Central Coast Regional District och provinsen British Columbia, i den sydvästra delen av landet, 3 800 km väster om huvudstaden Ottawa. Toppen på Cape Range är 510 meter över havet, eller 4 meter över den omgivande terrängen. Bredden vid basen är 0,12 km. Cape Range ligger på ön Calvert Island.
Terrängen runt Cape Range är kuperad norrut, men söderut är den platt. Havet är nära Cape Range österut.Trakten är glest befolkad. Det finns inga samhällen i närheten. 